# Beta Buzău
Beta Buzău este o companie producătoare de utilaje chimice și petrochimice pentru rafinării din România.
Principalii acționari ai companiei sunt Feralpi Siderurgica Italia (26,5%), Star Metals Ltd. (26,5%), SIF Transilvania (16%) si Vim Holdings Ltd (8,34%).
Cifra de afaceri:
- 2012: 44,1 milioane lei [2]
- 2006: 31,5 milioane lei [3]